# Microtrip
Microtrip est un jeu vidéo d'action développé par Damien Corrado et Arthur Guibert et édité par Triple Trip Studio, sorti en 2014 sur iOS et Android.

## Système de jeu
Dans Microtrip, le joueur incarne un globule blanc aux expressions faciales cartoon tombant sans fin à l'intérieur d'un corps. Le but du jeu est d'éviter des bactéries et d'avaler des cellules et pilule. Le personnage rebondit et se déforme en touchant les parois et autres obstacles parsemant le jeu.

## Accueil
- Canard PC : 6/10[1]